# 호스슈 폭포

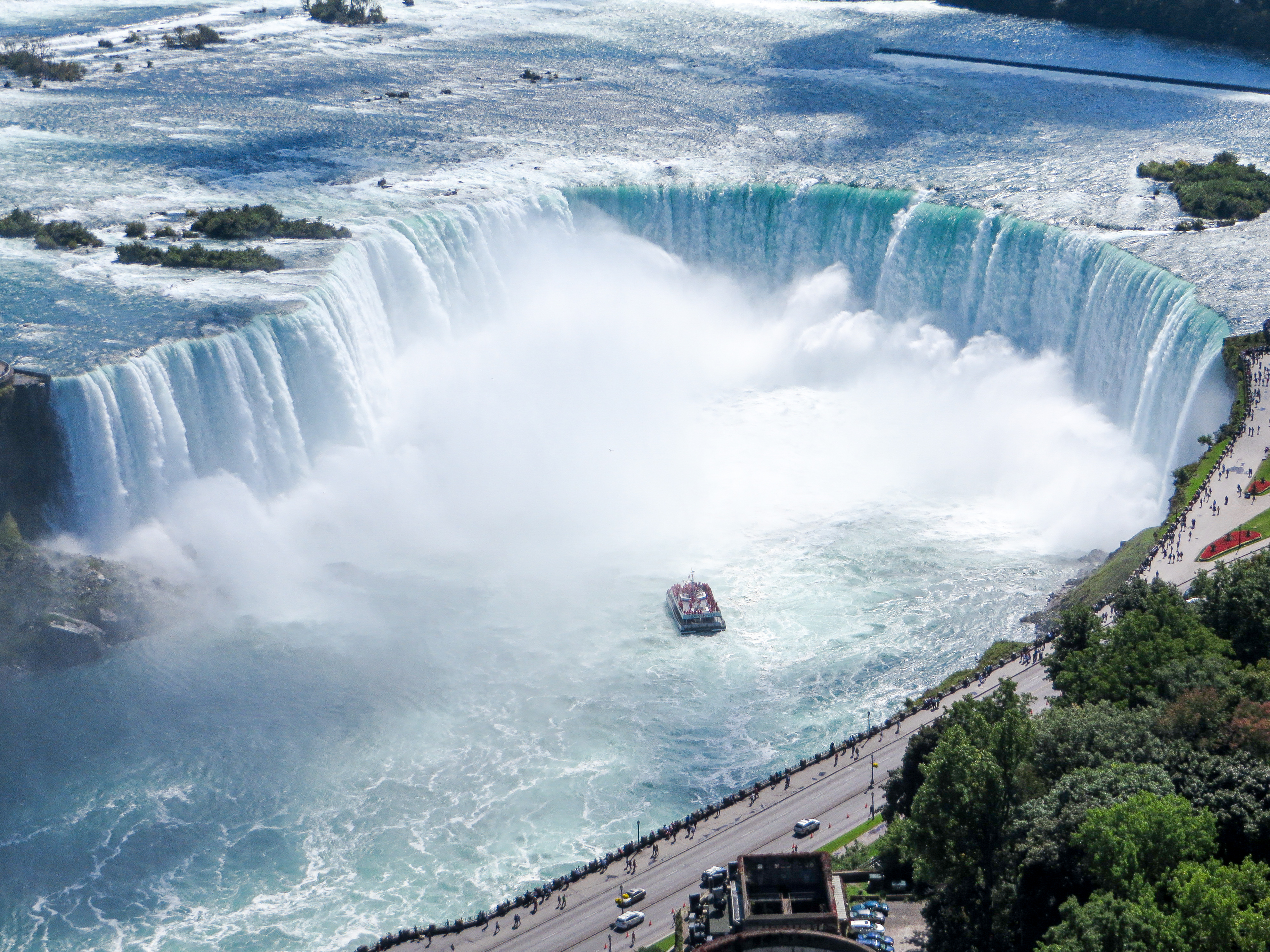
호스슈 폭포

호스슈 폭포(Horseshoe Falls) 또는 캐나디안 폭포(Canadian Falls)는 나이아가라 강에 있는 나이아가라 폭포의 하나로, 미국과의 국경을 사이에 두고 캐나다 측에 있다. 폭포는 미국 측의 고트섬에 있는 테라 핀 포인트에서 캐나다 측의 테이블 락 사이를 흐르고있다.

## 같이 보기
- 아메리칸 폭포